# Elementi (Evklid)
Elementi so temeljno delo geometrije. Delo je napisal Evklid iz Aleksandrije okoli leta 300 pr. n. št. Izvirnik je bil napisan v starogrščini v 13 knjigah in je imel naslov starogrško Στοιχεῖα: Stoicheia, Stihija – Osnove, kar so pozneje prevedli v latinščino kot Elementi. 
Evklidovi Elementi veljajo za najuspešnejše znanstveno delo vseh časov. Doživeli so izredno veliko število rokopisnih prepisov in prevodov. Po izumu tiska so bili Elementi eno od prvih tiskanih del s področja matematike in zasedajo častno drugo mesto (za Svetim pismom) po številu vseh tiskanih izdaj v različnih jezikih.
Elementi so že skoraj 2000 let temeljni učbenik geometrije po Evropi, Ameriki in drugod po svetu. Današnji učenci v slovenskih šolah se geometrije sicer ne učijo dobesedno po Evklidovem tekstu, a še vedno so Elementi temelj za pripravo sodobnih učbenikov geometrije. Podobno velja tudi za marsikatero drugo državo v Evropi in po svetu.

## Slog pisanja
Elementi so napisani v neverjetno sodobnem slogu in so lahko še danes zgled dobre matematične knjige. Evklid začenja svoje razlage z definicijami pojmov, ki jih bo uporabljal. Nato začne z navajanjem lastnosti tako definiranih geometrijskih objektov. Najprej navede tiste lastnosti, ki so tako zelo očitne, da jih ni treba dokazovati: Evklid jih deli na aksiome in postulate, vendar med njimi ni večje pomenske razlike. Sledijo bolj zapletene lastnosti, ki jih Evklid navaja v obliki izrekov, katerih pravilnost podkrepi z dokazi. Poleg tega sledijo še problemi oziroma naloge, ki jih je potrebno rešiti.
Evklidov način gradnje matematične teorije so pozneje posnemali še mnogi matematiki in danes velja za standard. Vse sodobne matematične knjige začenjajo podajanje snovi z definicijami in aksiomi, iz katerih potem sledijo izreki. Pri aksiomih se pravilnosti ne preverja, pravilnost izrekov pa je treba potrditi z dokazi.
Edina stvar, ki v Evklidovem besedilu ni sodobna, je jezik. Zavedati se je treba, da v času nastanka Elementov še noben jezik na svetu ni imel izdelane matematične terminologije. Tako npr. Evklid uporablja grško besedo starogrško εὐθεῖα v pomenu, ki ne ustreza popolnoma niti naši besedi premica niti daljica. Beseda starogrško εὐθεῖα je za Evklida črta končne dolžina (daljica), ki pa jo lahko podaljšamo do poljubne dolžine (in tako postane premica). Terminološka razlika med premicami in daljicami se je izoblikovala šele dosti pozneje. 

## ZgradbaElementov
Prva knjiga je posvečena osnovnim načelom geometrije. Začne se z definicijami, aksiomi in postulati. V uvodnem delu je zapisan tudi znameniti Evklidov 5. postulat. V nadaljevanju knjiga govori zlasti o skladnosti trikotnikov, o stranicah in kotih v trikotniku ter o ploščini trikotnika. Med lastnostmi pravokotnega trikotnika je naveden tudi Pitagorov izrek.
Druga knjiga je posvečena ploščini mnogokotnika. Knjiga govori zlasti o preoblikovanju mnogokotnika v kvadrat z enako ploščino in ne o računanju ploščine. Tak pristop k ploščini se imenuje določanje kvadrature mnogokotnika.
Tretja knjiga govori o krogu in o krožnici.
Četrta knjiga govori o tetivnih in tangentnih mnogokotnikih.
Peta knjiga govori o razmerjih dolžin.
Šesta knjiga govori o podobnosti mnogokotnikov. Navaja tudi Talesov izrek.
Sedma, osma, deveta in deseta knjiga so posvečene aritmetiki, podani v geometrijski obliki. Te knjige obravnavajo probleme povezane z deljivostjo (delitelji, mnogokratniki, praštevila) in z geometrijskim zaporedjem. Deseta knjiga govori o nesoizmerljivih (inkomensurabilnih) dolžinah - tj. o dolžinah, katerih razmerje je iracionalno število.
Enajsta, dvanajsta in trinajsta knjiga govorijio o prostorski geometriji, zlasti o telesih (stožec, valj, piramida, krogla, Platonova telesa). Trinajsta knjiga govori tudi o zlatem rezu.